# 점별 수렴
수학에서 점별 수렴(點別收斂, 영어: pointwise convergence) 또는 점마다 수렴은 함수열을 정의역의 임의의 점으로 국한하였을 때 공역에서 수렴하는 성질이다.

## 정의
집합 {\displaystyle X} 및 위상 공간 {\displaystyle Y}가 주어졌다고 하자. 함수들의 열 {\displaystyle (f_{n}\colon X\to Y)_{n\in \mathbb {N} }} 및 함수 {\displaystyle f\colon X\to Y}가 다음 조건을 만족시킨다고 하자.
- 임의의 {\displaystyle x\in X}에 대하여, 점렬 {\displaystyle (f_{n}(x))_{n\in \mathbb {N} }\subseteq Y}는 ({\displaystyle Y}의 위상에 따라) 점 {\displaystyle f(x)\in Y}로 수렴한다.

그렇다면 함수열 {\displaystyle (f_{n})_{n\in \mathbb {N} }}이 함수 {\displaystyle f}로 점별 수렴한다고 한다.
사실, 함수열(또는 함수의 그물)의 점별 수렴은 함수 집합 {\displaystyle Y^{X}} 위에 곱위상을 주었을 때 나타나는 수렴과 일치한다. 따라서 {\displaystyle Y^{X}} 위의 곱위상은 흔히 점별 수렴 위상(點別收斂位相, 영어: topology of pointwise convergence)이라고 불린다. 보다 일반적으로, 함수 집합 {\displaystyle {\mathcal {F}}\subset Y^{X}} 위의 점별 수렴 위상은 곱위상의 부분 공간 위상을 일컫는다.

## 성질
함수열에 대하여 정의할 수 있는 수렴으로는 점별 수렴 밖에도 콤팩트 수렴이나 균등 수렴 따위가 있다. 세 가지 수렴은 점차 강해지는 개념이다. 즉, 만약 어떤 함수열이 어떤 함수로 균등 수렴한다면, 이 함수열은 이 함수로 콤팩트 수렴한다. 또한 만약 함수열이 어떤 함수로 콤팩트 수렴한다면 이 함수로 점별 수렴한다. (물론, 균등 수렴을 정의하기 위해서는 공역 위에 균등 공간의 구조가 부여되어야 하며, 콤팩트 수렴을 정의하려면 추가로 정의역 위에 위상 공간 구조가 필요하다.)
그러나 점별 수렴하는 함수열이 반드시 균등 수렴하거나 콤팩트 수렴할 필요는 없다. 예를 들어, {\displaystyle X=[0,1]}, {\displaystyle Y=\mathbb {R} }라고 하고, 다음과 같은 함수열을 생각하자.
{\displaystyle f_{n}\colon [0,1]\to \mathbb {R} }
{\displaystyle f_{n}\colon x\mapsto x^{n}}
이 함수열은 함수
{\displaystyle f\colon [0,1]\to \mathbb {R} }
{\displaystyle f\colon x\mapsto {\begin{cases}0&x\in [0,1)\\1&x=1\end{cases}}}
로 점별 수렴하지만, 이는 균등 수렴이나 콤팩트 수렴이 아니다. 이 예시는 또한 연속 함수의 열의 점별 극한이 연속 함수일 필요가 없다는 사실을 보여준다. 반면, 균등 극한은 연속성을 보존한다. 마찬가지로, 균등 극한은 함수의 미분과 적분의 개념과 비교적 잘 호환되는 반면 점별 극한은 그렇지 못하다.
점별 수렴이 곱위상의 수렴인 것처럼, 균등 수렴은 균등 수렴 위상의 수렴이며, 콤팩트 수렴과 콤팩트-열린집합 위상의 수렴은 둘 다 정의되었을 경우 일치한다.

### 거의 어디서나 점별 수렴
측도 공간 {\displaystyle (X,\Sigma ,\mu )}에서 위상 공간 {\displaystyle Y}으로 가는 가측 함수들의 열 {\displaystyle (f_{n}\colon X\to Y)_{n\in \mathbb {N} }}에 대하여, 거의 어디서나 점별 수렴을 정의할 수 있다. 즉, 만약 {\displaystyle (f_{n})_{n\in \mathbb {N} }}이 어떤 측도 0의 가측 집합의 여집합의 모든 점에서 수렴한다면, 이 함수열이 거의 어디서나 점별 수렴한다고 한다. 점별 수렴과 달리, 거의 어디서나 점별 수렴은 함수 공간 위의 어떤 위상의 수렴으로 나타낼 수 없다. 예를 들어, 다음과 같은 가측 함수의 열을 생각하자.
{\displaystyle f_{n}\colon \mathbb {R} \to \mathbb {R} }
{\displaystyle f_{n}\colon x\mapsto {\begin{cases}1&n=2^{k}+j,\;0\leq j<2^{k},\;x\in [j/2^{k},(j+1)/2^{k}]\\0&n=2^{k}+j,\;0\leq j<2^{k},\;x\not \in [j/2^{k},(j+1)/2^{k}]\end{cases}}}
이 함수열은 거의 어디서나 점별 수렴하지 않는다. 그러나 임의의 부분열 {\displaystyle (g_{k})_{k\in \mathbb {N} }}에 대하여, 거의 어디서나 점별 수렴하는 {\displaystyle (g_{k})_{k\in \mathbb {N} }}의 부분열 {\displaystyle (h_{j})_{j\in \mathbb {N} }}을 찾을 수 있다. 위상 공간에서의 수렴은 이 두 조건을 동시에 만족시킬 수 없다. 따라서 거의 어디서나 점별 수렴은 위상 공간에서의 수렴이 아니다.

## 참고 문헌
- Rudin, Walter (1976). 《Principles of mathematical analysis》. International Series in Pure and Applied Mathematics (영어) 3판. McGraw-Hill. ISBN 978-0-07-054235-8. MR 0385023. Zbl 0346.26002. 2014년 10월 6일에 원본 문서에서 보존된 문서. 2014년 10월 6일에 확인함.
- Munkres, James R. (2000). 《Topology》 (영어) 2판. Prentice Hall. ISBN 978-0-13-181629-9. MR 0464128. Zbl 0951.54001.